# Chilabothrus strigilatus
Chilabothrus strigilatus — вид змій родини удавових (Boidae). Ендемік Багамських Островів.

## Підвиди
Виділяють п'ять підвидів:
- Chilabothrus strigilatus ailurus Sheplan & Schwartz, 1974 — острови Кет[en] і Алігатор-Кей;
- Chilabothrus strigilatus fosteri Barbour, 1941 — острови Біміні[en];
- Chilabothrus strigilatus fowleri Sheplan & Schwartz, 1974 — острови Андрос і Беррі;
- Chilabothrus strigilatus mccraniei Sheplan & Schwartz, 1974 — острів Раггед[en];
- Chilabothrus strigilatus strigilatus (Cope, 1862) — острови Нью-Провіденс, Роуз[en], Ельютера, Лонг-Айленд[en] і Ексума.

## Поширення і екологія
Chilabothrus schwartzi поширені на островах Великої Багамської банки. Вони живуть у соснових лісах, сухих тропічних лісах, мангрових лісах, чагарниках і садах. Молоді особини живляться ящірками анолісами, а дорослі — птахами і гризунами. Яйцеживородні.